# ویلیام استنلی جونز
ویلیام استنلی جونز، LL.D. ، MA, FRS (/ dʒɛvənz /. 1 سپتامبر ۱۸۳۵–۱۳ اوت ۱۸۸۲) یک اقتصاددان و منطق‌دان انگلیسی بود.
اروینگ فیشر کتابی را که جونز با عنوان یک نظریه ریاضیاتی عمومی دربارهٔ اقتصاد سیاسی (۱۸۶۲) نوشته‌است آغازگر کاربرد روش ریاضیاتی در علم اقتصاد می‌داند. او در این کتاب استدلال می‌کند که اقتصاد به عنوان علمی که با کمیت‌ها سروکار دارد ضرورتاً ریاضیاتی است. بدین منظور، به شرح و بسط نظریهٔ «نهایی» (جانبی) ارزش می‌پردازد. آثار جونز در نظریه ارزش جانبی در اواخر قرن ۱۹ شهرت او را به عنوان یکی از چهره‌های اصلی در اقتصاد سیاسی و علم تثبیت کرد.
جونز مطالعات خود را در سال ۱۸۵۴درباره‌ی علوم طبیعی در لندن را قطع کرد و به عنوان یک اعتبارشناس در سیدنی شروع به کار کرد؛ او در انجا به اقتصاد سیاسی علاقه‌مند شد و اطلاعاتی در این مورد کسب کرد. بازگشت به انگلستان در سال ۱۸۵۹، او تئوری ریاضی عمومی اقتصاد سیاسی در سال ۱۸۶۲ منتشر شده، ترسیم نظریه حاشیه ابزار از ارزش، و کاهش جدی در ارزش طلا در سال ۱۸۶۳. برای جونز، ابزار یا مقدار را به یک مصرف‌کننده از یک واحد اضافی از یک محصول است معکوس با تعداد واحدهای آن محصول او در حال حاضر صاحب، حداقل فراتر از برخی از مقدار بحرانی مربوط می‌شود.
آن را برای زغال‌سنگ سؤال (۱۸۶۵)، که در آن او به نام توجه به خستگی تدریجی منابع زغال‌سنگ در انگلستان بود، که او شناخت عمومی، که در آن او را جلو آنچه در حال حاضر به عنوان پارادوکس جونز، یعنی که در انرژی را افزایش می‌شناخته شده دریافت بهره‌وری تولید منجر به بیشتر مصرف و نه کمتر. مهم‌ترین آثار او در منطق و روش‌های علمی اصول خود را از علوم (۱۸۷۴)، و همچنین به عنوان تئوری اقتصاد سیاسی (۱۸۷۱) و دولت در ارتباط به کار (۱۸۸۲) است. در میان اختراعات او پیانو منطق، یک کامپیوتر مکانیکی بود.